# Колесниково (Шадрінський район)
Коле́сниково (рос. Колесниково) — присілок у складі Шадрінського району Курганської області, Росія. Входить до складу Батуринської сільської ради.
Населення — 84 особи (2010, 231 у 2002).
Національний склад станом на 2002 рік: росіяни — 98 %.